# Ugnė Karvelis
Ugnė Karvelis (* 13. Juni 1935 in Noreikiškės, Litauen; † 4. März 2002 in Paris, Frankreich) war eine litauische Übersetzerin, Kritikerin, Schriftstellerin und Botschafterin, Mitglied des UNESCO-Vorstands von 1997 bis 2002.
Ugnė Karvelis war die Tochter des litauischen Politikers Petras Karvelis (litauischer Außenminister von 1925 bis 1929) und der Kulturaktivistin Veronika Bakštytė. Während der sowjetischen Okkupation (1940) emigrierte die Karvelis-Familie nach Deutschland. Von 1967 bis 1979 war Karvelis die zweite Ehefrau des argentinischen Schriftstellers Julio Cortázar.

## Werke
- Demain, il n'y aura plus de trains. 1991, (lit. Traukinių daugiau nebus), 1997, Roman.